# Aleja Klasyków
Aleja Klasyków (rum. Aleea Clasicilor) – aleja w kiszyniowskim parku Stefana Wielkiego, w której znajduje się 27 rzeźb przedstawiających wybitnych twórców kultury i literatury oraz historyków związanych z Mołdawią lub z kulturą rumuńskojęzyczną w ogólności.

## Historia i opis
Aleja Klasyków znajduje się w centralnej części kiszyniowskiego parku Stefana Wielkiego, w centrum Kiszyniowa. Z inicjatywą urządzenia plenerowej wystawy poświęconej wybitnym twórcom związanym z Mołdawią wystąpił w okresie międzywojennym rzeźbiarz Alexandru Plămădeală. Do organizacji Alei przystąpiono jednak dopiero w 1957, dzięki staraniom Związku Pisarzy. Wzorem dla Alei była Rotunda Pisarzy w bukareszteńskich Ogrodach Cișmigiu. W latach 1957–1958 w parku ustawiono pierwsze dwanaście rzeźb. Były to brązowe popiersia na postumentach z czerwonego granitu, przedstawiające dwanaście postaci urodzonych w historycznej Mołdawii. W kolejnych latach w Alei ustawiane były kolejne wizerunki twórców kultury rumuńskiej. Aleje otwiera natomiast popiersie Aleksandra Puszkina, który w Kiszyniowie przebywał na carskim zesłaniu, wykonane w 1885 przez rosyjskiego rzeźbiarza Opiekuszkina.
| Nr | Postać                   | Data odsłonięcia | Autor rzeźby                        | Fotografia | Uwagi                                                                                    |
| -- | ------------------------ | ---------------- | ----------------------------------- | ---------- | ---------------------------------------------------------------------------------------- |
| 1  | Vasile Alecsandri        | 1957             | Lazăr Dubinovschi                   |            |                                                                                          |
| 2  | Tudor Arghezi            | 1995             | Dimitrie Verdeanu                   |            |                                                                                          |
| 3  | Gheorghe Asachi          | 1957             | Lazăr Dubinovschi                   |            |                                                                                          |
| 4  | George Bacovia           | 2001             | Milița Petrașcu                     |            |                                                                                          |
| 5  | Lucian Blaga             | 1992             | Alexandra Picunov                   |            |                                                                                          |
| 6  | Dimitrie Cantemir        | 1957             | Nikolay Gorenashev                  |            |                                                                                          |
| 7  | George Călinescu         | 1997             | Serghei Ganenko                     |            |                                                                                          |
| 8  | George Coșbuc            | 1996             | Constantin Popovici                 |            |                                                                                          |
| 9  | Ion Creangă              | 1957             | Lev Averbuh                         |            |                                                                                          |
| 10 | Alecu Donici             | 1957             | Ioan Cheptănaru                     |            |                                                                                          |
| 11 | Mircea Eliade            | 1997             | Vasile Golea                        |            |                                                                                          |
| 12 | Mihai Eminescu           | 1957             | Lazăr Dubinovschi                   |            |                                                                                          |
| 13 | Octavian Goga            | 2000             | Cornel Medrea                       |            |                                                                                          |
| 14 | Bogdan Petriceicu Hasdeu | 1957             | Ioan Cheptănaru                     |            |                                                                                          |
| 15 | Alexandru Hâjdeu         | 1957             | Vladislav Krakoveak                 |            |                                                                                          |
| 16 | Nicolae Iorga            | 1990?            | Mihail Ekobici                      |            | Rzeźba znajdowała się pierwotnie w parku przy bibliotece publicznej im. Onisifora Ghibu. |
| 17 | Mihail Kogălniceanu      | 1990?            |                                     |            |                                                                                          |
| 18 | Alexei Mateevici         | 1990             | Dmitri Rusu-Skvortsov               |            |                                                                                          |
| 19 | Nicolae Milescu          | 1957             | Lev Averbuh                         |            |                                                                                          |
| 20 | Constantin Negruzzi      | 1957             | Lazăr Dubinovschi i Aleksandr Maiko |            |                                                                                          |
| 21 | Liviu Rebreanu           | 2009             | Milița Petrașcu                     |            | Wzniesienie pomnika Rebreanu było przed 1991 blokowane przez władze komunistyczne.       |
| 22 | Alecu Russo              | 1957             | Vasili Larcenko                     |            |                                                                                          |
| 23 | Mihail Sadoveanu         | 1990?            | Praca zbiorowa                      |            |                                                                                          |
| 24 | Constantin Stamati       | 1957             | Leonid Fitov                        |            |                                                                                          |
| 25 | Nichita Stănescu         | 1990?            | Praca zbiorowa                      |            |                                                                                          |
| 26 | Constantin Stere         | 1991             | Giorgi Dubrovin                     |            |                                                                                          |
| 27 | Grigore Vieru            | 2010             | Victor Macovei i Ruslan Tihonciuc   |            |                                                                                          |